# Transtorno de apego reativo
Transtorno de apego reativo é descrito na literatura clínica como um transtorno psicológico grave e relativamente raro, caracterizado por grande dificuldade em formar vínculos sociais saudáveis. Pode ser tanto inibição excessivamente inibidas, se esquivando e fugindo dos cuidadores ou familiaridade excessiva com desconhecidos ou não formar vínculos de apego com os responsáveis.

## Classificação
O problema no vínculo social pode ser de dois tipos:
- Inibido: Evita e se esquiva com família, cuidadores e pessoas próximas;
- Desinibido: Forma vínculos de afeto rápido com desconhecidos;

## Causa
Ao contrário de um transtorno global do desenvolvimento a causa não é genética nem congênita, sendo causada por negligência, abuso e/ou separação persistente em relação ás necessidades emocionais e físicas antes dos 5 anos. As causas podem estar, e frequentemente estão, relacionadas com prisão dos pais, hospitalização prolongada da criança, extrema pobreza, inexperiência dos pais, situação de refúgio de guerra, abuso sexual ou desastres naturais com ou sem morte dos pais.

## Diagnóstico
Os critérios usados pelo DSM-IV para o diagnóstico são:
A)Fracasso persistente para iniciar ou responder de maneira adequada ao nível de desenvolvimento à maior parte das interações sociais, manifestada por resposta excessivamente inibidas, hipervigilantes ou altamente ambivalentes e contraditórias (por exemplo: a criança pode responder aos responsáveis por seus cuidados com um misto de aproximação, esquiva e resistência ao conforto, ou pode apresentar uma vigilância fixa) ou;
B) Vínculos difusos, manifestados por uma sociabilidade indiscriminada, com acentuado fracasso em apresentar vínculos seletivos adequados (por exemplo: familiaridade excessiva com pessoas relativamente estranhas ou falta de seletividade na escolha das figuras de apego)
- Começo antes dos 5 anos de idade;
- Histórico de negligência;
- Ausência de Transtorno global do desenvolvimento (como autismo);

O novo DSM separou o tipo inibido do tipo desinibido, classificando-os como transtornos diferentes, apesar de poderem ocorrer simultaneamente.

## Epidemiologia
É incomum, afetando apenas cerca de 1% das crianças. Mesmo em abrigos para menores abandonados a maioria das crianças sabe formar vínculos com os assistentes sociais. Em 2004 um estudo com 94 crianças com histórico de maus tratos recolhidas a um abrigo identificou apego reativo em 35% delas e defendeu que a causa foram os abusos e violência e não mera negligência.

## Tratamento
As recomendações psiquiátricas e psicológicas envolvem garantir que a vítima, geralmente criança ou adolescente, seja afastada do ambiente abusivo e negligente e que lhe seja providenciado um cuidador disposto a satisfazer suas necessidades emocionais e garantir sua saúde e bem estar.
Não existem evidências de que psicanálise funcione nesses casos.